# Lena Triendl
Lena Triendl (* 10. März 2000 in Seefeld in Tirol) ist eine österreichische Fußballspielerin. Ihre bevorzugte Position ist das linke offensive Mittelfeld.

## Karriere

### Vereine
Triendl spielte in ihrer Jugend für den SK Seefeld und den SV Raika Scharnitz, bevor sie in der Winterpause der Saison 2014/15 zu ihrer ersten Profistation, dem FC Wacker Innsbruck wechselte. Ihr Debüt dort gab sie am 17. Mai 2015, als sie bei der 1:9-Heimniederlage gegen den SKN St. Pölten in der 71. Minute eingewechselt wurde. Ihr erstes Tor gelang ihr am 7. März 2021 bei der 2:3-Niederlage bei Austria Wien zum zwischenzeitlichen 1:1-Ausgleich in der 30. Minute.
Zwischen 2015 und 2021 spielte Triendl insgesamt 27-mal in der Bundesliga für Wacker Innsbruck und erzielte fünf Tore.
Zur Saison 2021/22 wechselte sie zum deutschen Bundesligisten SC Sand, für den sie am 29. August 2021 beim 1:2 bei Eintracht Frankfurt debütierte, wo sie in der 58. Minute eingewechselt wurde. Insgesamt bestritt Triendl 20 Bundesliga- und 3 DFB-Pokalspiele für den SC Sand, wobei sie lediglich beim 0:7 im Viertelfinale beim späteren Titelgewinner VfL Wolfsburg die volle Spielzeit bestritt. Der SC Sand stieg nach der Saison aus der Bundesliga ab.
Am 24. Mai 2022 wurde ihr Wechsel zum Ligakonkurrenten SV Werder Bremen bekannt. Ihr erstes Spiel in „Grün-Weiß“ bestritt sie am 3. Spieltag bei Eintracht Frankfurt nach ihrer Einwechslung für Maja Sternad in der 60. Minute.
Am 6. Januar 2023 wurde bekannt, dass Triendl und der Verein sich auf eine vorzeitige Auflösung des bis Sommer 2023 datierten Vertrages geeinigt haben, um ihr einen sofortigen Wechsel in die Heimat zu ermöglichen. Sie bestritt insgesamt 5 Bundesliga- und ein DFB-Pokalspiel für Werder Bremen.
Am 11. Januar 2023 unterschrieb sie ein bis Sommer 2023 gültiges Arbeitspapier mit der Option auf ein weiteres Jahr in der österreichischen Bundesliga bei der SPG Altach/Vorderland. Mitte 2023 wurde sie vom FK Austria Wien bis zum Sommer 2025 verpflichtet.

### Nationalmannschaft
Lena Triendl bestritt zwischen 2018 und 2019 insgesamt fünf Spiele für die U19-Nationalmannschaft Österreichs, wobei ihr kein Tor gelang. Sie gehört heute zum erweiterten Kreis der A-Nationalmannschaft.